# Антидемократизъм
Антидемократизмът представлява такава мисъл, която опонира на демокрацията. Често, макар и не винаги, е свързан с антиегалитаризма. Изтъкнати антидемократични мислители са Мартин Хайдегер, Хуберт Легардел, Шарл Морас, Фридрих Ницше, Платон, Карл Шмит, Освалд Шпенглер и Елазар Шах. Редица идеологии и политически систеи са се противопоставяли на демократичния ред, сред които абсолютната монархия, аристокрацията, колективистичния анархизъм, фашизма, някои форми на социализма и теокрацията.